# Sondra convoluta
Sondra convoluta là một loài nhện trong họ Salticidae.
Loài này thuộc chi Sondra. Sondra convoluta được Fred R. Wanless miêu tả năm 1988.